# Adam Pijnacker

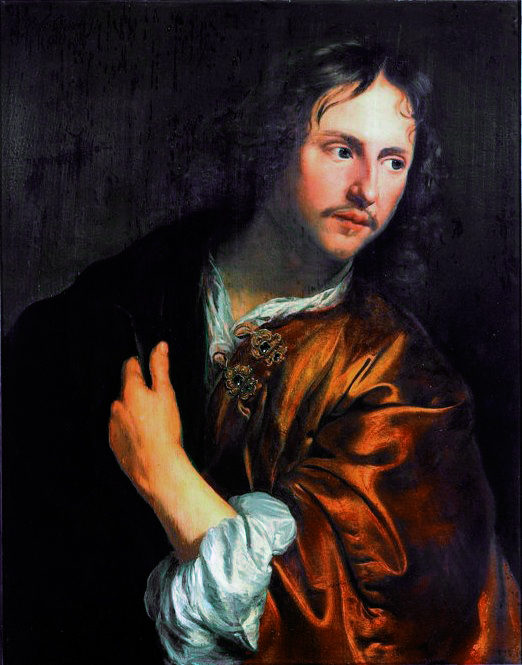
Portret van Adam Pijnacker door Wybrand de Geest (1660)

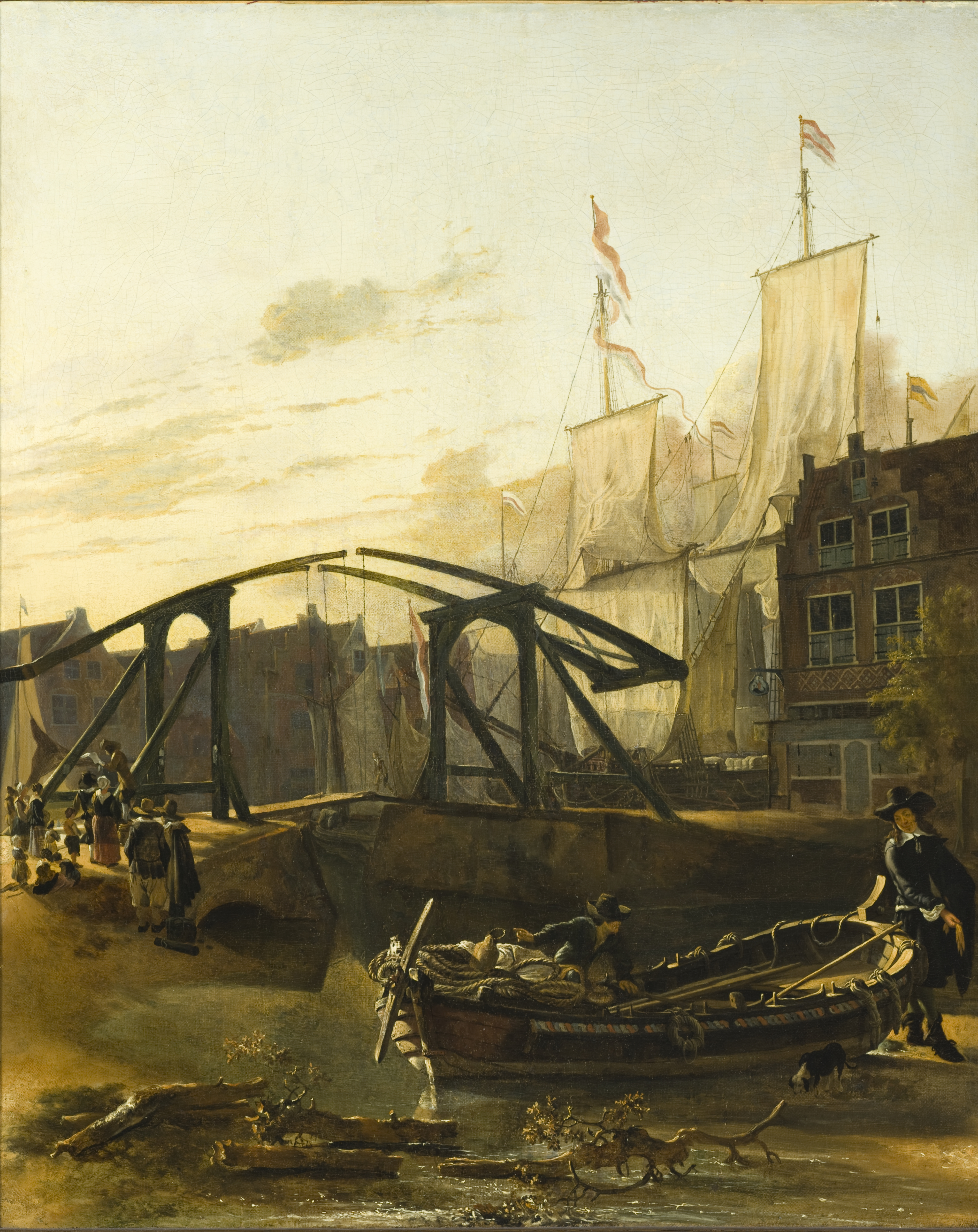
De haven van Schiedam (1650-1652)

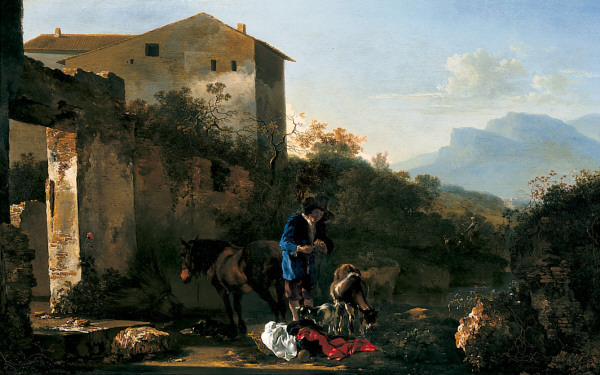
Landschap met kudde geiten. (1650-1653). Saint Louis Art Museum

Adam Pijnacker of Pynacker (geboren zeer wrs. te Schiedam 1620/1622 - begraven te Amsterdam, 28 maart 1673) was een Nederlands kunstschilder uit de 17e eeuw. Pijnacker was bedreven in het schilderen van mediterrane landschappen. Hij is een van de belangrijkste Italianisanten, samen met Jan Both, Jan Baptist Weenix, Nicolaes Berchem en Jan Asselyn.

## Biografie
Pijnacker was de zoon van de gefortuneerde wijnhandelaar, scheepseigenaar en koopman Christiaen Pijnacker, tevens lid van de vroedschap. 
Tussen 1649 en 1651 verbleef Adam Pijnacker veel in Delft waar hij veel omgang had met Adam Pick, de zoon van een rijke brouwer. Adam Pick was een kunsthandelaar en schilder van stillevens, maar ook een uitbater van een herberg.
Volgens Arnold Houbraken bracht Adam Pijnacker drie jaar in Italië door, mogelijk als wijnhandelaar. Na zijn terugkeer in 1648 schilderde (of tekende hij) landschappen, havens, heuvels en watervallen rond Rome. In 1654 en 1655 werkzaam in Lenzen aan het Brandenburgse hof. Rond 1656 begon hij jachttaferelen te schilderen. In 1657 was hij terug in Delft. Om te kunnen trouwen met Eva Maria de Geest, een dochter van Wybrand de Geest werd hij in 1658 katholiek. Mogelijk had hij haar leren kennen via een familielid, hoogleraar aan de Hogeschool van Franeker. Zijn schoonvader schilderde in dat jaar zijn portret. Het huwelijk werd in Dantumadeel in 1659 voltrokken. In Schiedam liet hij twee kinderen dopen. Vanaf 1661 tot zijn dood woonde hij op de Rozengracht in de Jordaan. 
De Amsterdamse Pijnackerstraat is naar hem vernoemd.

## Roofkunst
Begin 2011 kwam een verloren gewaand schilderij van Pijnacker genoemd De Hertenjacht (1650) boven water. Het hing tijdens de Tweede Wereldoorlog in de Belgische ambassade van Berlijn waaraan het was uitgeleend door het Brussels museum voor Schone Kunsten. 